# Giovanna Scotto
Giovanna Scotto (26 de agosto de 1895-23 de diciembre de 1985) fue una actriz italiana de cine y teatro. Se la conoció principalmente como actriz de voz.

## Biografía
Nacida en Turín, Italia, su verdadero nombre era Giovanna Margherita Piana-Canova. Pasó la infancia en su ciudad natal, yendo posteriormente a vivir a Roma, donde trabajó como intérprete, pero sobre todo donde se centró en el trabajo como actriz de voz, llegando a ser, junto a Lydia Simoneschi, Tina Lattanzi, Dhia Cristiani, Andreína Pagnani y Rosetta Calavetta, una de las figuras más destacadas del doblaje italiano.
Entre sus trabajos de doblaje más destacados figuran los papeles de Ingrid Bergman en Casablanca, Ethel Barrymore en The Spiral Staircase, Martha Scott en Los diez mandamientos y Reta Shaw en  Pollyanna. Otras importantes actrices a las que prestó su voz fueron Claudette Colbert, Agnes Moorehead, Mary Astor y Jane Darwell. 
En el campo del cine de animación, trabajó en La rosa di Bagdad y en Cinderella, entre otras producciones.
Además, fue actriz radiofónica, con numerosas actuaciones para el Ente Italiano per le Audizioni Radiofoniche (EIAR) y la RAI entre los años 1930 y 1960.
Entre sus actuaciones cinematográficas destacan las llevadas a cabo en las cintas La figlia di Jorio, Fortunale, Aurora del mare, Due lettere anonime y Operazione mitra.
Giovanna Scotto falleció en Grottaferrata, Italia, en 1985.

## Filmografía
- 1933 : Ragazzo, de Ivo Perilli
- 1933 : Acciaio, de Walter Ruttmann
- 1935 : Aurora sul mare, de Giorgio Simonelli
- 1935 : Amore, de Carlo Ludovico Bragaglia
- 1935 : Fiordalisi d'oro, de Giovacchino Forzano
- 1936 : I due sergenti, de Enrico Guazzoni
- 1937 : Il fu Mattia Pascal, de Pierre Chenal
- 1940 : Arditi civili, de Domenico Gambino
- 1941 : Confessione, de Flavio Calzavara
- 1941 : La famiglia Brambilla in vacanza, de Carl Boese
- 1943 : Desiderio, de Marcello Pagliero y Roberto Rossellini
- 1943 : Nessuno torna indietro, de Alessandro Blasetti
- 1944 : I dieci comandamenti, de Giorgio Walter Chili
- 1944 : Resurrezione, de Flavio Calzavara
- 1945 : Due lettere anonime, de Mario Camerini
- 1946 : La sua strada, de Mario Costa
- 1946 : Malìa, de Giuseppe Amato
- 1950 : Santo disonore, de Guido Brignone
- 1950 : Rondini in volo, de Luigi Capuano
- 1950 : Sigillo rosso, de Flavio Calzavara
- 1951 : Fuoco nero, de Silvio Siano
- 1953 : Gli eroi della domenica, de Mario Camerini
- 1953 : Torna!, de Raffaello Matarazzo
- 1954 : Operazione mitra, de Giorgio Cristallini
- 1956 : Altair, de Leonardo De Mitri

## Actriz de voz

### Cine
A lo largo de su carrera como actriz de doblaje, Cristiani prestó su voz a los siguientes intérpretes:
Alanova, Lydia Alfonsi, Imperio Argentina, Mary Astor, Lída Baarová, Paola Barbara, Emma Baron, Ethel Barrymore, Ingrid Bergman, Francesca Bertini, Elvira Betrone, Clara Blandick, Gemma Bolognesi, Beulah Bondi, Caterina Boratto, Paola Borboni, Francesca Braggiotti, Carla Candiani, Anna Capodaglio, Wanda Capodaglio, Anna Carena, Mady Christians, Mary Clare, Mae Clarke, Claudette Colbert, Gladys Cooper, Jane Darwell, Doris Dowling, Emma Dunn, Irene Dunne, Isobel Elsom, Titina De Filippo, Giovanna Galletti, Adele Garavaglia, Gladys George, Connie Gilchrist, Leda Gloria, Greta Gonda, Helen Hayes, Fay Helm, Maria Jacobini, Hedy Lamarr, Tina Lattanzi, Andrea Leeds, Ethel Maggi, Evi Maltagliati, Italia Marchesini, Franca Marzi, Maria Melato, Agnes Moorehead, Jone Morino, Ona Munson, Cathleen Nesbitt, Laura Nucci, Merle Oberon, Evelina Paoli, Elli Parvo, Dina Perbellini, Isa Pola, Dolores del Río, Françoise Rosay, Margaret Rutherford, Vianora di San Giusto, Martha Scott, Olga Solbelli, Sylvie, Barbara Stanwyck, Anneliese Uhlig, Renata Vanni, Suzy Willy y Elena Zareschi. 

### Producciones de animación
- 1950 : Cinderella
- 1961 : 101 dálmatas

## Radio
- 1933 : Pesca notturna, de Edoardo Grella
- 1933 : Fuggiamo, de Lucilla Calfus Antonelli
- 1937 : La Madonnina del Belvento, de Rosso di San Secondo, dirección de Aldo Silvani
- 1949 : Le Troiane, de Eurípides, dirección de Guglielmo Morandi
- 1950 : L'Arlesiana, de Alphonse Daudet, dirección de Alberto Casella
- 1957 : Quando il destino vuole, de Renato Mainardi, dirección de Anton Giulio Majano
- 1957 : Il contagocce, de Diego Calcagno, show presentado por Giovanna Scotto 1957.

## Televisión
- 1955 : Storia di un uomo molto stanco, dirección de Carlo Tamberlani
- 1957 : Il cuore in due, de Cesare Giulio Viola, dirección de Claudio Fino
- 1958 : Antigone, de Sófocles, dirección de Vittorio Cottafavi
- 1960 : Romanticismo, dirección de Guglielmo Morandi
- 1961 : Il rosario, dirección de Enrico Fulchignoni

## Teatro
- 1945 : La luna è tramontata, de John Steinbeck, dirección de Vito Pandolfi, Teatro Quirino de Roma